# Догузов, Альберт Асхарович
Альберт Асхарович Догузов (12 марта 1968, Цхинвали, Юго-Осетинская автономная область, Грузинская ССР, СССР) — советский и российский футболист, играл на позиции опорный полузащитник, ныне тренер новороссийского «Черноморца».

## Биография
Начинал играть в футбол в родном Цхинвали.
Большую часть футбольной карьеры выступал за новороссийский «Черноморец», куда был приглашён в 1994 году Олегом Долматовым, был капитаном команды. В 2005 году, когда «Черноморец» был лишён профессионального статуса и отправлен в первенство ЛФЛ, Догузов выполнял роль играющего тренера. После завершения карьеры в 2006 году Догузов стал вторым тренером новороссийцев. В 2005 году он окончил Высшую школу тренеров.
В октябре 2007 года в Новороссийске в честь столетия местного футбола состоялась встреча ветеранов краснодарской «Кубани» и «Черноморца», в рамках которой состоялись проводы Альберта Догузова из большого футбола.
Летом 2012 года состоялось возвращение Олега Долматова на пост главного тренера в «Черноморец». Долматов пригласил Догузова в качестве своего помощника, в то время работавшего главным тренером дубля новороссийской команды, выступающей на первенство Краснодарского края.